# Jaja (rzeka)
Jaja (ros. Яя) – rzeka w azjatyckiej części Rosji, w obwodzie kemerowskim i tomskim, lewy dopływ rzeki Czułym.
Źródła rzeki są na północnym stoku pasma górskiego Ałatau Kuźnieckiego. Uchodzi do rzeki Czułym. Długość wynosi 380 km, a powierzchnia zlewni 11700 km².
Rzeka jest dostępna dla żeglugi śródlądowej na odcinku 120 km od ujścia. W okresie od listopada do kwietnia jest pokryta lodem.